# Podlužany (Levice)
Podlužany (ungarisch Berekalja – 1892–1907 Dobóberekalja, älter Garampodluzsány oder Podluzsány) ist eine Gemeinde im Westen der Slowakei mit 759 Einwohnern (Stand 31. Dezember 2024), die zum Okres Levice, einem Teil des Nitriansky kraj, gehört.

## Geographie
Die Gemeinde befindet sich im Osten des slowakischen Donautieflands am nordwestlichen Rand des Hügellands Ipeľská pahorkatina, am Flüsschen Podlužianka im Einzugsgebiet des Perec beziehungsweise Hron. Das Ortszentrum liegt auf einer Höhe von 170 m n.m. und ist viereinhalb Kilometer von Levice entfernt.
Nachbargemeinden sind Hronské Kosihy im Norden, Nová Dedina im Nordosten und Osten, Krškany im Südosten, Levice im Süden und Hronské Kľačany im Südwesten und Westen.

## Geschichte
Podlužany wurde zum ersten Mal 1275 als Podlusan schriftlich erwähnt. Im selben Jahr war das Dorf Besitz der Dienstleute der Burg Barsch, 1388 kam es zur Herrschaft Lewenz. 1536 gab es acht Porta, 1601 standen 45 Häuser und ein Meierhof des Obergespans des Komitats Bars, 1715 gab es eine Mühle und 23 Steuerzahler, 1828 zählte man 71 Häuser und 468 Einwohner, die als Landwirte beschäftigt waren.
Bis 1918 gehörte der im Komitat Bars liegende Ort zum Königreich Ungarn und kam danach zur Tschechoslowakei beziehungsweise heute Slowakei.

## Bevölkerung
| Jahr                | 1994 | 2004    | 2014    | 2024    |
| ------------------- | ---- | ------- | ------- | ------- |
| Anzahl der Personen | 777  | 764     | 773     | 759     |
| Unterschied         |      | −1,67 % | +1,17 % | −1,81 % |

| Jahr                | 2023 | 2024    |
| ------------------- | ---- | ------- |
| Anzahl der Personen | 762  | 759     |
| Unterschied         |      | −0,39 % |

Nach der Volkszählung 2011 wohnten in Podlužany 752 Einwohner, davon 734 Slowaken drei Tschechen und ein Magyare. 14 Einwohner machten keine Angabe zur Ethnie.
628 Einwohner bekannten sich zur römisch-katholischen Kirche, 16 Einwohner zur Evangelischen Kirche A. B., jeweils ein Einwohner zu den christlichen Gemeinden und zur evangelisch-methodistischen Kirche. 65 Einwohner waren konfessionslos und bei 41 Einwohnern wurde die Konfession nicht ermittelt.

## Bauwerke
- römisch-katholische Elisabethkirche im neoromanischen Stil aus dem Jahr 1897, als Nachfolger einer gotischen Kirche aus dem Jahr 1255[6]